# Michelle Courtens
Michelle Courtens, född 3 augusti 1981 i Venray, Nederländerna, är en nederländsk sångerska. Hon är känd fär sitt deltagande i Eurovision Song Contest 2001.
Den 2 mars 2001 vann hon finalen i den Nederländska ESC-uttagningen med den alternativa popsången "Out On My Own". Hon vann denna final med 84 poäng. När hon deltog i Eurovision Song Contest 2001 i Köpenhamn, var hennes antal poäng lågt. Hon uppträdde barfota och sittande och fick bara 16 poäng, vilket gav henne en artonde plats.
I mars samma år hade hon nått en nionde plats med låten "Out On My Own". 2002 försökte hon återuppliva sin karriär med sin singel "Coming Up Roses".
Den 16 september 2006 gifte hon sig med sin flickvän Carlijn.